# عبد الجليل العويناتي
عبد الجليل عبد الله محمد العويناتي سياسي بحريني.

## السيرة
حصل العويناتي على دبلوم الدراسة الثانوية التجارية عام 1980 ودبلوم في الإدارة والمحاسبة عام 1981.
عمل العويناتي مشرف شئون الحواث والتأمين بإدارة النقل بوزارة الداخلية من 1980 إلى 2001. ثم مشرف الشئون الإدارية بالمحافظة الشمالية من 2001 إلى 2002. ثم القائم بأعمال مدير مكتب محافظ الشمالية من 2002 إلى 2003. ثم رئيس الخدمات والبحوث بالمحافظة الوسطى من 2003 إلى 2004. ثم مدير إدارة الخدمات وبرامج التنمية بالمحافظة الوسطى من 2004 إلى 2011. تم تعيينه عضوا في مجلس الشورى من 2011 إلى 2014 خلفا للعضو المستقيل عبد الغفار عبد الحسين.

## التكريم
- نوط قوات الأمن العام للخدمة الطويلة.